# Tình yêu thuần khiết (phim truyền hình)
Tình yêu thuần khiết (tiếng Hàn: 순정에 반하다; Romaja: Sunjeonge Banhada) là một bộ phim truyền hình Hàn Quốc với sự tham gia của Jung Kyung-ho, Kim So-yeon và Yoon Hyun-min. Phim phát sóng trên jTBC từ ngày 3 tháng 4 đến ngày 23 tháng 5 năm 2015 vào mỗi tối thứ sáu và thứ bảy lúc 21:45 gồm 16 tập

## Phân vai
- Jung Kyung-ho vai Kang Min-ho
- Kim So-yeon vai Kim Soon-jung
- Yoon Hyun-min vai Lee Joon-hee
- Jin Goo vai Ma Dong-wook
- Gong Hyun-joo vai Han Ji-hyun
- Lee Si-eon vai Oh Woo-sik
- Park Yeong-gyu vai Kang Hyun-chul
- Ahn Suk-hwan vai Ma Tae-seok
- Nam Myung-ryul vai Lee Jung-gu
- Jo Eun-ji vai Na Ok-hyun
- --- vai Min Hye-ri
- --- vai Kang Sung-min
- --- vai Kang Ji-min
- Kim Jung-seok vai Director Yoon
- Lee Soo-ji vai Oh Mi-ru
- Jung Yoo-min vai Yoo Yoo-mi
- Lee Tae-woo vai young Min-ho
- Im Sung-eun
- Kim Hee-jung
- Jang Tae-sung
- Ricky Kim vai Wigo (khách mời, tập 4)